# 菟絲子彎貝介
菟絲子彎貝介（学名：Loxoconcha cuscutella）为彎貝介科彎貝介屬下的一个种。